# بتن کنف

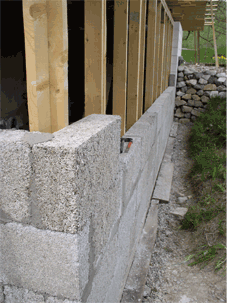
بلوک ساختمانی ساخته شده از بتن کنف.

بتن کَنَف یک ماده بیوکامپوزیت است که از ترکیب الیاف کنفی گیاه شاهدانه، آهک، ماسه و پوزولان ساخته می‌شود. این ماده شباهت بسیار زیادی با بتن دارد و اغلب برای ساخت و ساز و عایق‌کاری مورد استفاده قرار می‌گیرد. در این ماده رشته‌های کنف با آهک ترکیب می‌شوند تا شکلی مثل بتن که مقاوم و سبک هم باشد، ایجاد شود. مانند سایر مصالح ساختمانی سبز و گیاهی دیگر، بتن کنف دی‌اکسیدکربن را از جو جذب می‌کند، کربن را نگه می‌دارد و اکسیژن آزاد می‌کند. بتن کنف چگالی پایینی دارد و در برابر ترک‌خوردگی‌هایی که در حین حرکت (مثل حرکت ساختمان حین زلزله) بوجود می‌آید، مقاوم است.
بتن کنف با نام‌هایی مانند Hempcrete, Canobiote, Canosmose, Isochanvre و IsoHemp به بازار عرضه می‌شود. کار با کنف نسبت به مخلوط‌های آهک سنتی آسان‌تر است و به عنوان یک عایق و تنظیم کننده رطوبت عمل می‌کند. این نوع بتن فاقد شکنندگی بتن بوده و در نتیجه نیازی به درز انبساط ندارد. نتیجه یک ماده عایق سبک‌وزن است که برای اکثر آب و هواها ایده‌آل است زیرا عایق و جرم حرارتی را ترکیب می‌کند.

## مواد مخلوط
فرایند تولید معمولی کنف در چند مرحله است. در محل تولید، کنف در یک انبار و آهک در سیلوها ذخیره می‌شود. کنف و آهک را به آب اضافه کرده و در نتیجه مخلوط می‌کنند. این فرایند حدود ۰٫۶ متر مکعب مخلوط بتن کنف  تولید می‌کند. سپس مخلوط از طریق یک تسمه نقاله عبور می‌کند که در آنجا یک ماشین آن را به شکل بلوک درمی‌آورد. سپس بلوک‌ها برای عمل آمدن به منطقه ای منتقل می‌شوند. هنگامی پردازش، بلوک‌ها به ۲ متر 3 دسته از هم جدا شده و پر شده در پالت چوبی. آنها با فیلم بسته‌بندی پلی اتیلن و تسمه‌های پلی پروپیلن پیچیده می‌شوند تا به محل ساخت و ساز منتقل شوند.

## کاربردها و مشخصات
بتن کنف از اوایل دهه ۱۹۹۰ در فرانسه و اخیراً در کانادا برای ساخت دیوارهای پرکننده عایق بدون تحمل وزن استفاده شده‌است، زیرا بتن کنف استحکام لازم برای ساخت فونداسیون را ندارد و در عوض توسط قاب پشتیبانی می‌شود. از کنف برای بازسازی ساختمان‌های قدیمی ساخته شده از سنگ یا آهک نیز استفاده می‌شد. فرانسه همچنان از مصرف‌کنندگان مشتاق بتن کنف است و سالانه محبوبیت آن در آنجا افزایش می‌یابد. کانادا از مسیر فرانسه در بخش فناوری‌های ساختمانی ارگانیک پیروی کرده‌است و بتن کنف به یک نوآوری رو به رشد در انتاریو و کبک تبدیل شده‌است. در حال حاضر دو تکنیک اصلی برای اجرای بتن کنف استفاده می‌شود. روش اول شامل استفاده از فرم‌هایی برای ریخته‌گری یا اسپری بتن کنف به‌طور مستقیم در محل ساخت و ساز است. تکنیک دوم شامل انباشتن بلوک‌های پیش ساخته‌است که مشابه ساخت بنایی به محل پروژه تحویل داده می‌شود. هنگامی که فناوری کنفی بین قاب‌های چوبی اجرا می‌شود، دیوار خشک یا گچ برای زیبایی و افزایش دوام اضافه می‌شود.
بتن کنف به دلیل توانایی مخلوط در جذب آسان یا آزادسازی بخار آب از هوا، نفوذپذیری بخار بالایی را فراهم می‌کند. در سازه‌های قاب، مخلوط کنفی را می‌توان به عنوان مواد پرکننده در دیوارهای پرکننده استفاده کرد. افزایش چگالی مخلوط امکان تولید مواد کنفی عایق سقف یا کف را فراهم می‌کند. کاهش تراکم امکان تولید گچ‌های داخلی و خارجی را فراهم می‌کند.دیوارهای بلوک کنفی را می‌توان بدون هیچ پوششی قرار داد یا می‌توان با گچ‌های تکمیلی پوشش داد.این دومی از مخلوط کنفی مشابه اما در نسبت‌های مختلف استفاده می‌کند.